# José Serrano Simeón

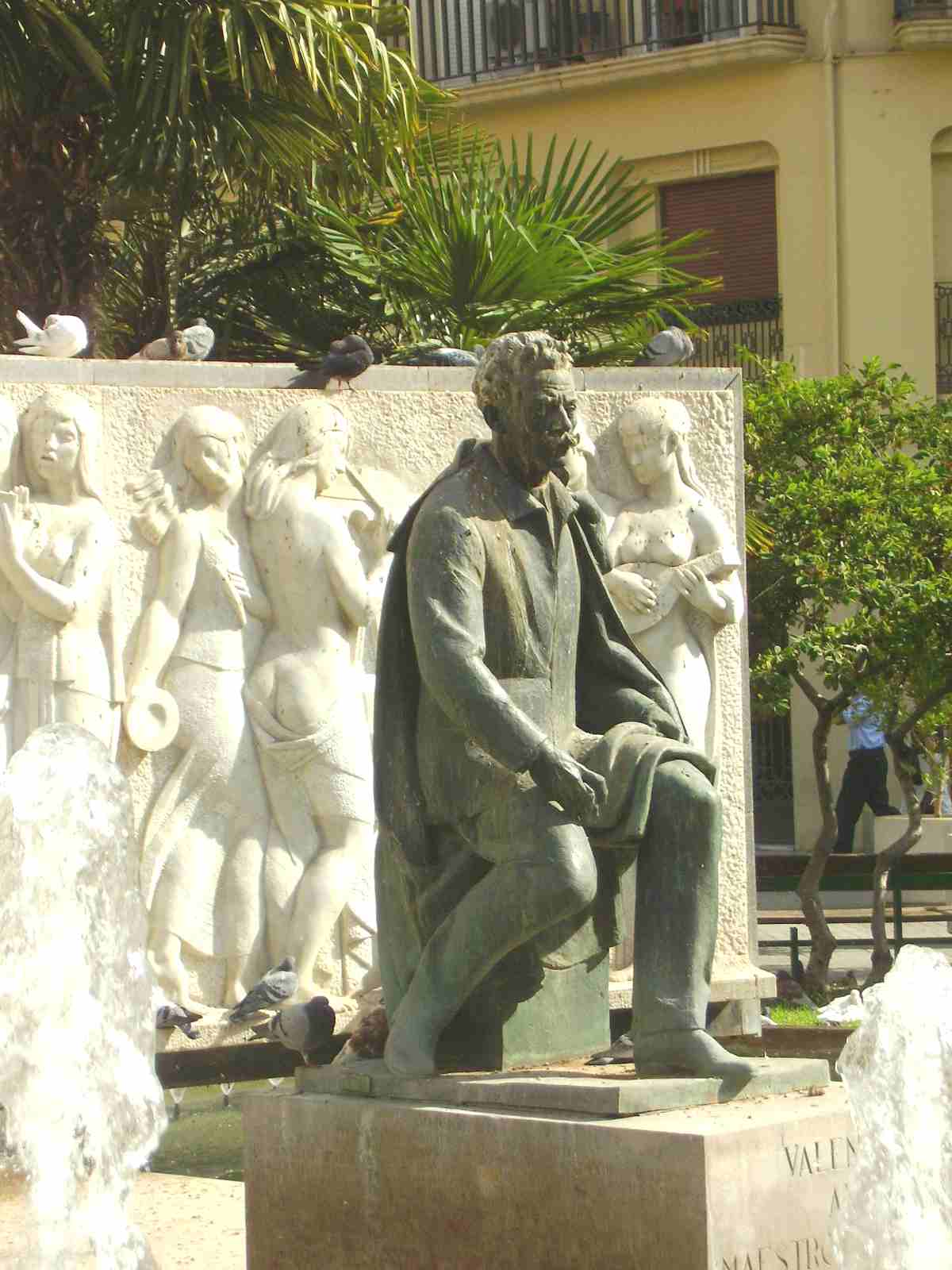
Monument van José Serrano Simeón in Valencia

José Serrano Simeón (Sueca, Valencia, 14 oktober 1873 – Madrid, 8 maart 1941) was een Spaans componist.

## Levensloop
Zijn eerste lessen kreeg Serrano Simeón van zijn vader José Serrano Marí, die toen de dirigent van de Banda Municipal de Sueca was. Later studeerde hij aan het Conservatorio Superior de Música de Valencia onder andere compositie bij Salvador Giner y Vidal, piano bij Roberto Segura en viool bij Andrés Goñi.
In maart 1892 vertrok hij met een studiebeurs naar Madrid, waar hij aan het Real Conservatorio Superior de Música de Madrid bij Jesús de Monasterio y Agüeros and Emilio Serrano studeerde. Da werd hij bevriend met Ruperto Chapi y Lorenta, die hem een functie als violist in een orkest en in een ensemble, dat in cafés speelde, bezorgde. Van 1900 tot 1905 schreef hij achttien zarzuela's. Op een tekst van de gebroeders Álvarez Quintero schreef hij in 1899 een zarzuela El Motete. Als componist schreef hij verder hymnes en voor de fiestas in Valencia in 1925 de bekende paso-doble "El Fallero".
In 1909 schreef hij ter gelegenheid van de Exposición Regional Valenciana de “Himno de Valencia”, die bij iedere feestelijke gelegenheid gespeeld en door de hele bevolking meegezongen werd, onder andere ook als afsluiting van het jaarlijkse Certamen International de Bandas de Música Ciutat de Valencia. Een van de bekendste zarzuela's is ongetwijfeld “Moros y Cristianos” uit 1905. Hij is een van de populairste zarzuela componisten. Iedere Banda in de buurt van Valencia heeft ten minste 10 tot 12 zarzuelas van de rond 50 in haar noteninventaris.
Serrano stierf op 67-jarige leeftijd in Madrid.

## Composities

### Werken voor banda (harmonieorkest)
- 1909 Himno de Valencia (Himno a la Exposición de Valencia), voor samenzang en harmonieorkest - tekst: Maximiliano Thous
- 1923 Valencia Canta ode aan de Patrones van Valencia
- 1929 El Fallero, Pasodoble
- Himno del Levante, voor samenzang en harmonieorkest - tekst: D. L. Sanchís Seguí
- Gran Fantasia uit "Las Hilanderas"
- Intermedio de "La Venta de los Gatos"
- La Banda Vieja, paso-doble
- La Banda Nueva, paso-doble
- Marcha Mora de la zarzuela "Moros y Cristianos"
- Selección uit «Alma de Dios»
- Selección uit «La canción del Olvido»

### Toneelwerken
- 1941 La Venta de los Gatos, opera, 2 actes - libretto: Serafín Álvarez Quintero en Joaquín Álvarez Quintero gebaseerd op een verhaal van Gustavo Adolfo Bécquer

(Zarzuelas)
- 1900 El motete - libretto: Serafín Álvarez Quintero en Joaquín Álvarez Quintero
- 1902 La mazorca roja, 1 acte - libretto: Francisco Tristan Larios
- 1903 La reina mora, 1 acte - libretto: Serafín Álvarez Quintero en Joaquín Álvarez Quintero
- 1904 La Torería, 1 acte - libretto: Antonio Paso en Ramón Asensio Más
- 1905 Moros y Cristianos, 1 acte - libretto: Maximiliano Thous en Agustín Cerdá
- 1905 El Mal de amores, 1 acte - libretto: Serafín Álvarez Quintero en Joaquín Álvarez Quintero
- 1905 El Amor en el Teatro, 1 acte (samen met: Ruperto Chapí y Lorenta) - libretto: Serafín Álvarez Quintero en Joaquín Álvarez Quintero
- 1906 El pollo Tejada, 1 acte (samen met: Joaquín "Quinito" Valverde Sanjuán) - libretto: Carlos Arniches en Enrique Garcia Álvarez
- 1906 La noche de reyes, 1 acte - libretto: Carlos Arniches
- 1907 La patria chica, 1 acte (in samenwerking met: Ruperto Chapi y Lorenta) - libretto: Serafín Álvarez Quintero en Joaquín Álvarez Quintero
- 1907 Alma de Dios, 1 acte (in samenwerking met: Joaquín "Quinito" Valverde Sanjuán) - libretto: Carlos Arniches en Enrique García Álvarez
- 1907 La gente seria, 1 acte - libretto: Carlos Arniches en Enrique Garcia Álvarez
- 1907 Nanita, Nana - libretto: Serafín Álvarez Quintero en Joaquín Álvarez Quintero
- 1909 La Alegría del batallón, 1 acte (in samenwerking met: Joaquín "Quinito" Valverde Sanjuán) - libretto: Carlos Arniches en Félix Quintana
- 1910 El Trust de los tenorios, 1 acte - libretto: Carlos Arniches en Enrique García Alvarez
- 1911 El carro del sol, 1 acte (in samenwerking met: Vives) - libretto: Maximiliano Thous
- 1914 El amigo Melquíades, 1 acte (samen met: Joaquín "Quinito" Valverde Sanjuán) - libretto: Carlos Arniches
- 1916 La Canción del olvido, 1 acte - libretto: Federico Romero en Guillermo Fernández Shaw
- 1916 El príncipe Carnaval, 1 acte (samen met: Joaquín "Quinito" Valverde Sanjuán) - libretto: Ramón Asensio Más en José Juan Cadenas Muñoz
- 1927 Los de Aragón, 1 acte - libretto: Juan José Lorente
- 1929 Los claveles, 1 acte (samen met: Federico Chueca) - libretto: Luis Fernández de Sevilla en Anselmo C. Carreño
- 1930 La dolorosa, 2 actes - libretto: Juan José Lorente
- El palacio de los duendes, 1 acte (samen met: Amadeo Vives) - libretto: Sinesio Delgado
- El puñao de rosas, 1 acte (samen met: Ruperto Chapí y Lorenta) - libretto: Carlos Arniches en Ramón Asensio Más
- La Casita Blanca
- La Prisionera (samen met: Francisco Balaguer Mariel) - libretto: Luis Fernandez de Sevilla en Anselmo C. Carreño
- La sombra del Pilar, 2 actes (samen met: Jacinto Guerrero) - libretto: Federico Romero en Guillermo Fernández Shaw
- Las estrellas (samen met: Joaquín "Quinito" Valverde Sanjuán) - libretto: Carlos Arniches
- Las Hilanderas, 1 acte - libretto: Federico Oliver
- Talismán, 2 actes (samen met: Amadeo Vives) - libretto: Federico Romero en Guillermo Fernández-Shaw

### Werken voor mandolinenorkest
- Palomica aragonesa, voor trompet en mandolinenorkest

## Publicaties
- Vicente Vidal Corella: El maestro Serrano y los felices tiempos de la zarzuela. Prometeo, Valencia. 1973. 201 p.

- Biblioteca Nacional de España: XX1100634
- Bibliothèque nationale de France: cb13899675j (data)
- Catàleg d'autoritats de noms i títols de Catalunya: 981058509758006706
- CiNii: DA0905568X
- Gemeinsame Normdatei: 123917085
- International Standard Name Identifier: 0000 0001 1556 7008
- Library of Congress Control Number: n80034062
- Nationale Bibliotheek van Letland: 000153790
- MusicBrainz: 1d332f87-6d6a-4996-af3e-e063a00e63b3
- Nationale Bibliotheek van Tsjechië: jo2002157515
- Nationale Bibliotheek van Israël: 987007429041905171
- Istituto Centrale per il Catalogo Unico: ATMV001017
- SNAC: w605868n
- Système universitaire de documentation: 080733581
- Virtual International Authority File: 42026639
- WorldCat: E39PBJpV6GTdWtM7GGf4cvYXVC